# ビジャ・デボート
ビジャ・デボート(Villa Devoto)は、アルゼンチンの首都ブエノスアイレス特別区の西部にある地区（バリオ）である。コムーナ11に属しており、人口は71,013人である。

## 地理
ロペ・デ・ベガ通り、ヘネラル・パス通り、サン・マルティン通り、フランシスコ・ベイロ通り、ホアキン・V・ゴンサーレス通り、バイゴリア通り、カンパーナ通りが他地区との境界である。上流階級が多い地区であるビジャ・デボート地区は落ち着いた並木通りに象徴され、「ブエノスアイレスの庭」とされることもある。デボートR(Residence)と呼ばれる低密度住宅地区には裕福な住民が居住している。ウルキサ線とサン・マルティン線のふたつの近郊鉄道路線が地区を通っている。

## 歴史
地区の名称は、かつてこの地域の大部分を所有していたアントニオ・デボート伯爵に由来する。デボートはブエノスアイレスのエリートのひとりであり、第一次世界大戦中にイタリアを支援したことで、1916年にヴィットーリオ・エマヌエーレ3世（イタリア王国第3代国王）から伯爵(Count)の称号を与えられた。1910年代初頭、デボートはデボート宮殿と呼ばれるブエノスアイレスでも最大級の大邸宅を所有しており、ウンベルト1世（イタリア王国第2代国王）がブエノスアイレスを訪れた際にはデボート宮殿に滞在した。この邸宅はイタリア人建築家のフアン・アントニオ・ブスチアッツォによって建てられ、1万m2をも占有した。邸宅にはイタリアで鍛造された金細工品に彩られた青銅、銀、金などや、フィレンツェ製のモザイクなどが飾られた。伯爵の称号を与えられてから数ヶ月後の1916年、ブスチアッツォの仕事が終わる前にデボートは死去した。彼は子孫を残しておらず、彼の遺骨はビジャ・デボート地区にあるサン・アントニオ・デ・パドゥア教会堂に安置された。

## スポーツ

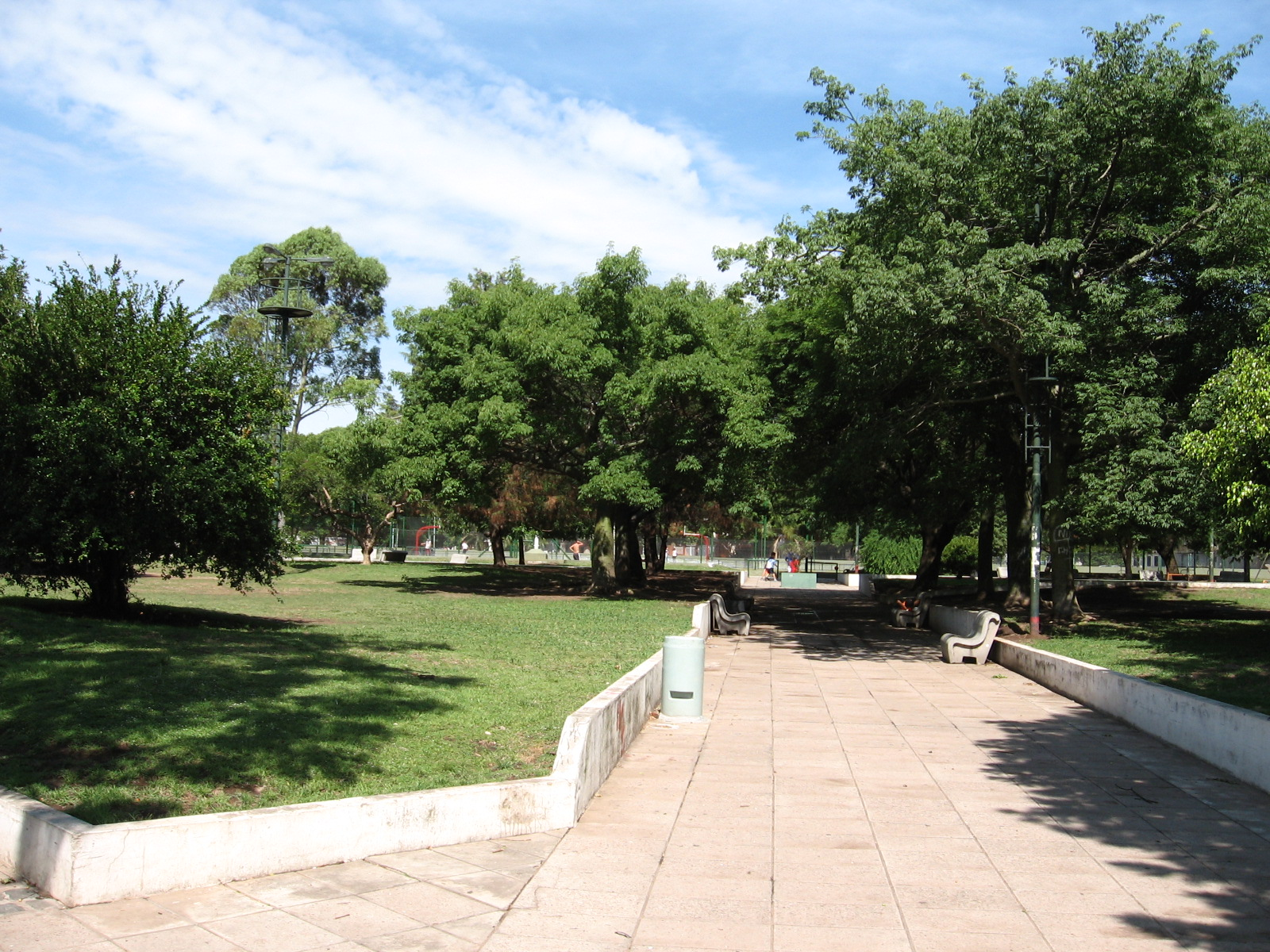
ビジャ・デボート・スポーツアリーナ

サッカークラブのCAヘネラル・ラマドリーはビジャ・デボート地区に本拠地を置いており、プリメーラB・メトロポリターナ（3部）などに所属している。

## 関連人物
- ホルヘ・ベルゴリオ - フランシスコとして2013年に就任した第266代ローマ教皇。特別区内のフローレス地区の生まれであり、1958年にビジャ・デボート地区にあるイエズス会の神学校の門をくぐった。

以下の人物はビジャ・デボート地区に居住していた経験がある。
- ホセマリア・リストリティ - TVコメディアン。
- ディエゴ・マラドーナ - サッカー選手。1986 FIFAワールドカップ優勝メンバーのひとりである。
- マリオ・ペルゴリーニ – ジャーナリスト、TVプロデューサー。
- ガブリエーラ・サバティーニ - 女子テニス選手。1990年の全米オープン優勝者、1991年のウィンブルドン選手権準優勝者である。